# Підошва схилу

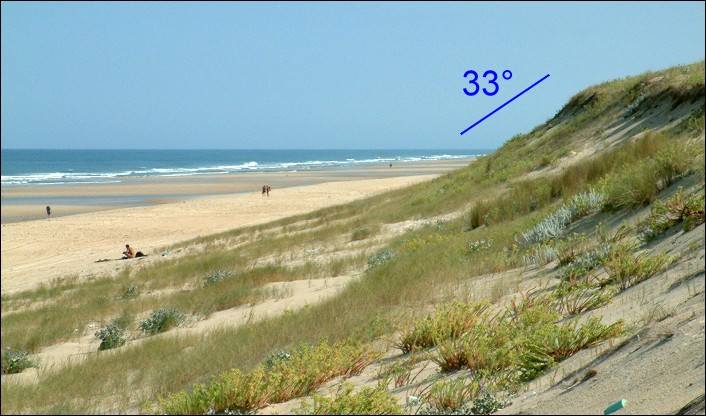
Схил. Чітко видна підошва схилу (піщаний берег на другому плані).

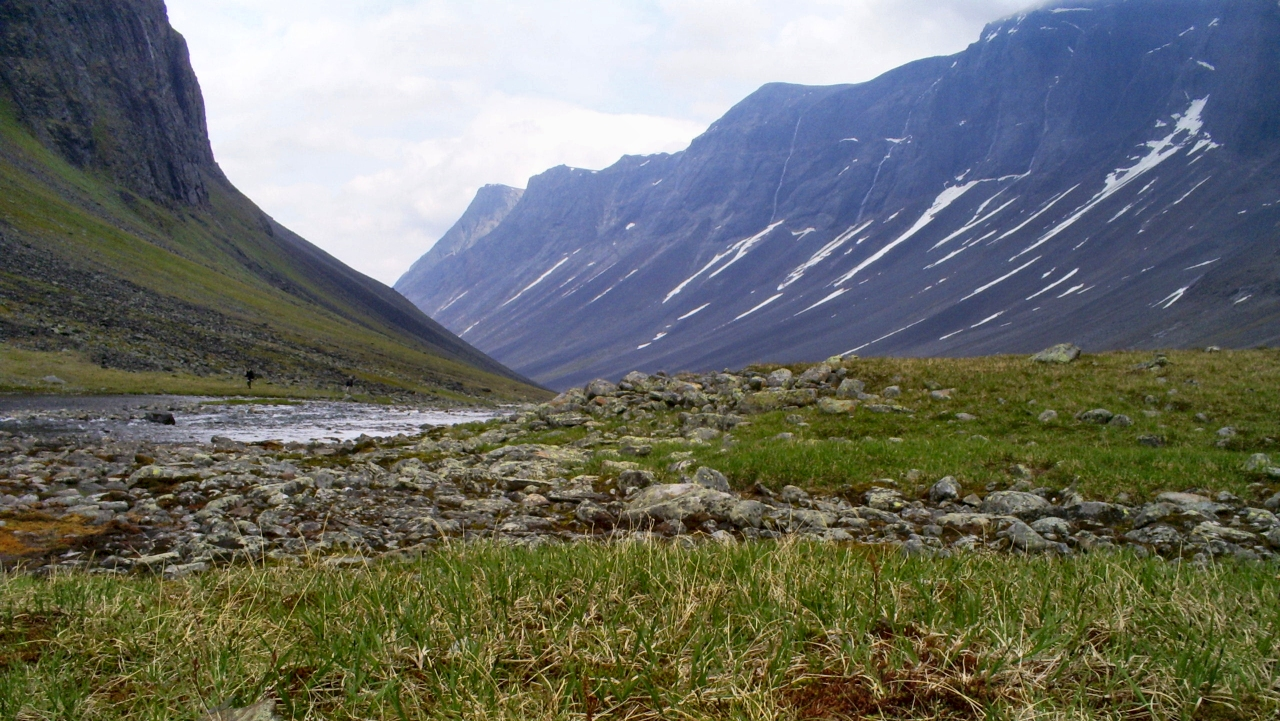
Схил у гірській долині. По підошві схилу протікає річка.

Підошва схилу — перегин від схилу до поверхні, що лежить нижче.
Підошва схилу долини водотоку — місце сполучення ложа долини зі схилом, що має часто більш-менш помітний злам в поперечному профілі.